# Conirostrum margaritae
Conirostrum margaritae là một loài chim trong họ Thraupidae.